# Крысиные похороны по Брэму Стокеру
«Крысиные похороны по Брэму Стокеру» (англ. Burial Of The Rats) — телевизионный художественный фильм совместного производства США и России, поставленный режиссёром Дэном Голденом по мотивам рассказа Брэма Стокера в жанре мистического триллера и вышедший 8 августа 1995 года в рамках телесериала «Роджер Корман представляет».

## Сюжет
Франция, XIX век. Молодой Брэм Стокер — уже известный писатель. Его похищают две прекрасные женщины и он оказывается в каком-то подземелье — логове крыс. Там живут только женщины, они презирают мужчин и поклоняются странному культу — культу крыс. Время от времени женщины захватывают неугодных им мужчин и истязают их.
Многие из женщин подземелья хотят смерти Брэма, но на его защиту становится Мадлен и просит, чтобы его пощадили. А сам Брэм Стокер оказывается перед выбором — жить с полюбившейся ему девушкой по диким законам, или всё-таки попытаться избежать странного и опасного культа крыс.

## В ролях
| Актёр              | Роль                    |
| ------------------ | ----------------------- |
| Кевин Альбер       | Брэм Стокер             |
| Эдриэнн Барбо      | Королева                |
| Ольга Кабо         | Анна                    |
| Мария Форд         | Мадлен                  |
| Майя Менглет       | мадам Ренод             |
| Глеб Плаксин       | мистер Стокер           |
| Катя Батанова      | Даниэлль                |
| Леонид Тимцуник    | Верлен                  |
| Владимир Кулешов   | констебль               |
| Павел Остроухов    | священник               |
| Гоша Куценко       | новый священник (жрец)  |
| Владимир Бадов     | заключённый             |
| Сергей Галкин      | пыточник                |
| Александр Пятков   | игрок-педофил           |
| Инна Кохлюшкина    | голая проститутка       |
| Елена Пузова       | неряшливая проститутка  |
| Джон Гилберт       | солдат                  |
| Брайан Каткин      | солдат                  |
| Евгений Дегтяренко | водитель                |
| Дэн Голден         | мужчина с ножом в спине |
| Габриэлла Ткач     | женщина-крыса           |
| Линнея Куигли      | женщина-крыса           |
| Никки Фриц         | женщина-крыса           |

## Другие названия
Rat’s Funeral